# Carl Gustaf Berling (boktryckare)
Carl Gustaf Berling, född 1716 (vissa källor säger 1715), död 5 augusti 1789 i Lund, var en tyskfödd boktryckare och publicist, huvudsakligen verksam i Sverige.

## Biografi
Carl Gustaf, som var bror till grundaren av Berlingske tidende Ernst Henrik Berling, flyttade till Lund från Sachsen-Lauenburg och tog i januari 1745 över det av Vitus Haberegger grundande boktryckeriet i Lund, och lade därmed grunden till det Berlingska boktryckeriet. Närmare bestämt köpte han ut dåvarande akademiboktryckaren och dansmästaren Ludvig de Creaux, vars skötsel av akademitryckeriet hade lämnat en del att önska. Han fick direktörs titel 1764, och blev senare utnämnd till titulär hovkamrerare.
Som Lunds universitets officielle boktryckare hade han en årslön på 100 riksdaler mot att han tryckte föreläsningskataloger och andra publikationer åt universitetet. Han fick skaffa sig sin övriga inkomst genom att trycka skrifter för allmänhetens konsumtion, och genom förläggarverksamhet. Ett sådant "sidoprojekt" var att han 1775 började ge ut Lunds Weckoblad. Hans bana som publicist var dock inte helt bekymmersfri; 1777 ifrågasattes han och tidningen på grund av en serie polemiska artiklar rörande kronobrännerier och vid ett annat tillfälle förmanades han att inte publicera "lösa rykten och politiska berättelser, framförallt inte med egna reflektioner i saken". Slutligen ansåg biskop Olof Celsius den yngre år 1779 att en i Lunds Weckoblad publicerad visa var "anstötlig".
Berling gifte sig år 1745 med Annika Frostman i Knästorp. Äktenskapet resulterade i tre söner; Christian Fredrik tog över boktryckeriet efter fadern 1781, Carl Arvid studerade vid Lunds universitet och blev kämnär i Stockholm, och tredje sonen Ernst Henrik studerade också vid Lunds universitet och blev docent i ekonomi vid Lunds universitet.